# Verfassung von Griechenland
Die Verfassung von Griechenland (griechisch Σύνταγμα της Ελλάδας Syndagma tis Elladas) wurde von der Fünften Verfassungsändernden Parlamentsversammlung beschlossen und trat 1975 in Kraft. Sie wurde seitdem mehrfach überarbeitet (1986, 2001, 2008 und 2019).

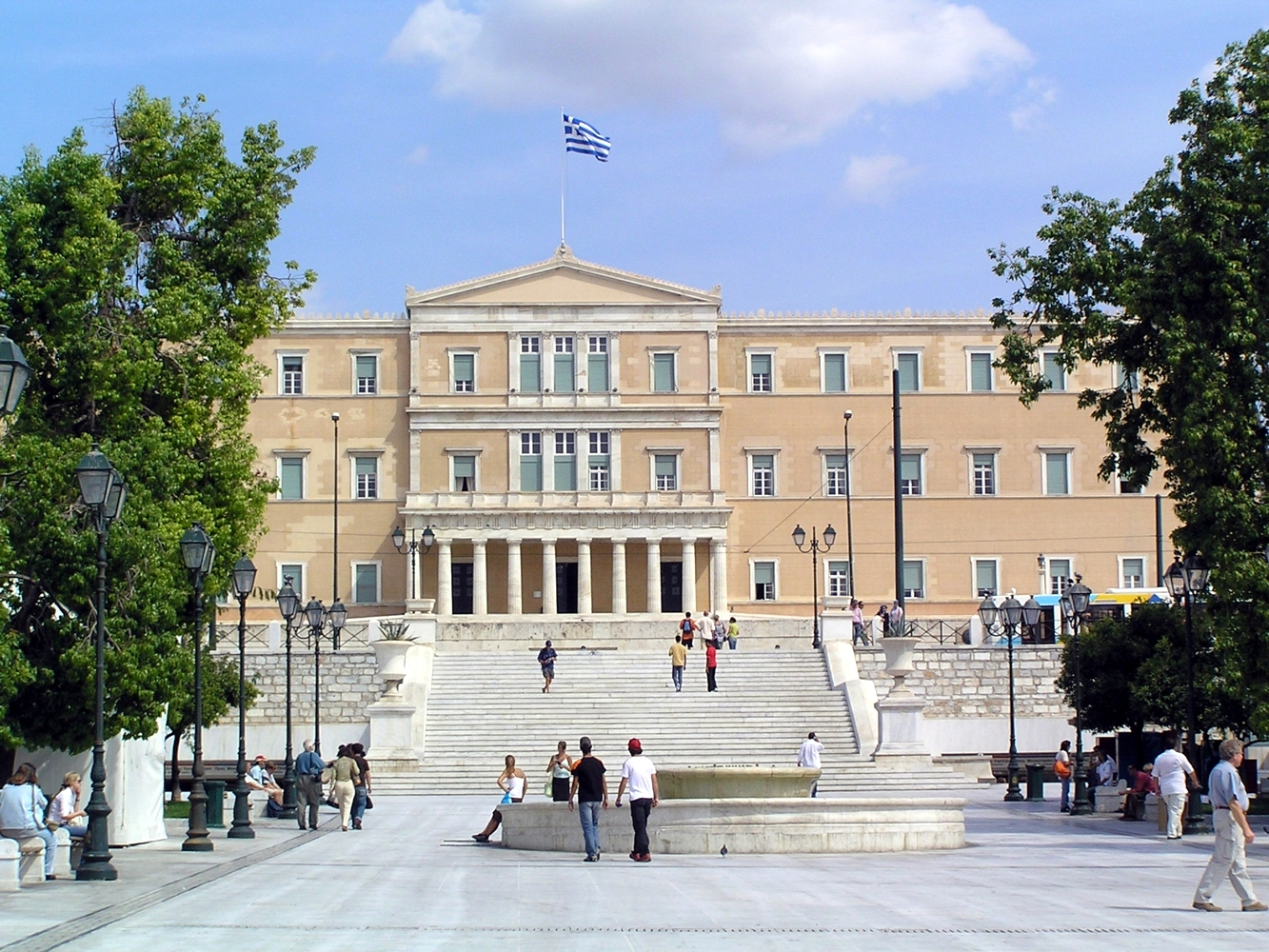
Der Syntagma-(Verfassungs-)Platz mit dem Parlamentsgebäude

## Verfassungsgeschichte Griechenlands
Die Verfassungsgeschichte von Griechenland geht zurück auf den griechischen Unabhängigkeitskrieg (1821–1829), während dessen die ersten drei revolutionären griechischen Verfassungen verabschiedet wurden.
Im Januar 1822 proklamierte eine seit 15. Dezember 1821 in Epidauros tagende aus 67 Mitgliedern bestehende Nationalversammlung die Unabhängigkeit Griechenlands und verabschiedete eine provisorische Verfassung. Politische Kämpfe führten im März 1823 zum Zusammentreten einer neuen Nationalversammlung in Astros, die die Verfassung modifizierte.
Noch bevor Griechenland in wechselhaften Kämpfen endgültig seine Unabhängigkeit vom Osmanischen Reich erlangt hatte, war 1826 eine dritte Nationalversammlung wieder in Epidauros zusammengekommen, eine vierte aufgrund politischer Differenzen zunächst getrennt in Ägina und Kastri (heute Ermioni), bevor sie sich Anfang April 1827 in Trizina (damals noch Damalas) vereinigte. Die Nationalversammlung verabschiedete auf der Grundlage der Verfassung von Epidauros eine endgültige Verfassung für Griechenland. Der gewählte Regent (κυβερνητής) Ioannis Kapodistrias regierte jedoch faktisch diktatorisch weitgehend an der Verfassung vorbei; dies wurde von der im Juli 1829 zusammengetretenen weiteren Nationalversammlung in Argos durch Modifikation der Verfassung bestätigt.
Die seit September 1831 in Argos tagende neue Nationalversammlung wählte am 17. März 1832 den Prinzen Otto von Bayern, den zweitgeborenen Sohn König Ludwigs I. von Bayern als König Otto I. (griechisch Όθων) zum Von Gottes Gnaden, König von Griechenland.
Griechenland wurde Monarchie und blieb es bis 1974. Otto übte die Regierungsgeschäfte nach Art eines absoluten Monarchen aus, bis Soldaten und Bürger am 3. September 1843 revoltierten. Otto akzeptierte alle ihre Forderungen, darunter die nach einer Verfassung. Die Verfassung vom 2. März 1844 enthielt ein Zweikammersystem.
Am 21. Oktober 1864 beschloss das Zweite Verfassungsändernde Parlament der Griechen eine neue Verfassung; sie trat am 16. November 1864 mit der Vereidigung des Königs (Georg I. (Griechenland)) in Kraft.
Sie enthielt ein Einkammersystem (die Kammer hieß boule). Für einfache Gesetze wurde das übliche absolute Vetorecht des Königs bestätigt, aber für Verfassungsrevisionen genügte der qualifizierte Beschluss der Kammer; der König hatte hier kein Zustimmungs- oder Vetorecht. Die Kammer konnte allerdings keine grundsätzlichen Änderungen an der Verfassung vornehmen, d. h. eine Totalrevision war verboten.
1874 wurde die Regel eingeführt, dass der König stets den Führer der stärksten Fraktion in der Kammer zum Ministerpräsidenten ernennt (parlamentarische Monarchie).
Die Verfassung von 1911 war faktisch nur eine große Teilrevision der Verfassung von 1864.
Die aktuelle Verfassung von 1975 (mit den Änderungen von 1986, 2001, und 2008) ist die letzte in einer Reihe von Verfassungen, die (mit Ausnahme der Verfassungen von 1968 und 1973 während der griechischen Militärdiktatur) demokratisch beschlossen wurden. Die Verfassung ist formal eine große Revision der Verfassung von 1952; sie enthält tiefgreifende Änderungen. Insbesondere wurde die Staatsform der „gekrönten Demokratie“ durch die der „parlamentarischen Demokratie“ ersetzt, nachdem die Monarchie in einer Volksabstimmung am 8. Dezember abgeschafft worden war. Nach der siebenjährigen Militärherrschaft wurden die Grundrechte detailliert formuliert.

## Aufbau und Inhalt

### Präambel
Wie bei allen vorangegangenen Verfassungen beginnt die Verfassung mit den Worten „Im Namen der Heiligen, Wesensgleichen und Unteilbaren Dreifaltigkeit“. Die erstmals unter der Militärherrschaft 1968 eingeführte weitere pathetische Präambel wurde weggelassen.

### Gliederung
Die Verfassung besteht aus 120 Artikeln und ist in 4 Teile gegliedert:
- Der erste Teil (Artikel 1–3) enthält Grundbestimmungen
  - Artikel 1 proklamiert Griechenland als „Präsidiale parlamentarische Demokratie“ (oder Republik)[8] auf der Grundlage der Volkssouveränität. Die Bezeichnung als „präsidial“ soll den Staatspräsidenten – Gegensatz zur früheren Monarchie – als Staatsoberhaupt bezeichnen, nicht etwa ein Präsidialsystem bezeichnen.
  - Artikel 2 hebt Achtung und Schutz der Menschenwürde als staatliche Verpflichtung hervor sowie die Förderung des Friedens, der Gerechtigkeit und der Entwicklung freundschaftlicher Beziehungen zwischen den Völkern und Staaten unter Beachtung der Regeln des Völkerrechts.
  - Artikel 3 beschreibt die Rolle der Kirche von Griechenland als vorherrschend in Griechenland und autokephal gegenüber dem Ökumenischen Patriarchat.

- Der zweite Teil (Artikel 4–25) betrifft die individuellen und sozialen Grundrechte:
  - Artikel 4 enthält den Gleichheitssatz,
  - Artikel 5 das Recht auf freie Entfaltung der Persönlichkeit,
  - Artikel 6–8 den Schutz vor Verhaftung und strafprozessuale Garantien und Rechte,
  - Artikel 9 die Unverletzlichkeit der Wohnung und Privatsphäre,
  - Artikel 10 das Petitionsrecht und
  - Artikel 11 die Versammlungsfreiheit.
  - Es folgen die Bestimmungen über den Schutz der Vereinigungsfreiheit, Religionsfreiheit;
  - die Meinungsfreiheit und deren Einschränkungen sind in Artikel 14,
  - die Pressefreiheit in Artikel 15 recht umfangreich mit etlichen Änderungen und Zusätzen geregelt.
  - Artikel 16 regelt die Freiheit von Kunst, Wissenschaft und Forschung, legt aber auch die Bildung und Erziehung (einschließlich der Entwicklung des nationalen und religiösen Bewusstseins) als Staatsziel und die Mindestdauer der Schulpflicht (neun Jahre) sowie die Autonomie der Hochschulen fest und enthält Bestimmungen zum Status der Hochschullehrer und zur Förderung des Sports.
  - Auch das Eigentumsrecht und dessen Einschränkungen sind in Artikel 17 und 18 mit Regelungen zu Enteignungsentschädigungen und dem gerichtlichen Verfahren umfangreich geregelt.
  - Artikel 19 schützt das Briefgeheimnis,
  - Artikel 20 enthält justizielle Grundrechte, Artikel 21 den Schutz von Familie, Gesundheit, Unterkunft und Behinderten.
  - Artikel 22 betrifft das Recht auf Arbeit,
  - Artikel 23 die Koalitionsfreiheit und das Streikrecht,
  - Artikel 24 den Schutz der Umwelt.

Der Schutz der Grundrechte wurde durch die Revision von 2001 verstärkt, neue Bestimmungen zum Schutz personenbezogener Daten (in Artikel 9a) und zum Umweltschutz hinzugefügt.
- Der dritte Teil (Artikel 26–105) enthält das Staatsorganisationsrecht:
  - in Artikel 30 bis 50 wird Wahl, Stellung und Aufgaben des Staatspräsidenten geregelt,
  - in Artikel 51 bis 80 Wahl und Aufgaben des Parlaments einschließlich der Gesetzgebung und der Steuer- und Finanzverfassung.
  - Artikel 81 bis 86 behandeln Zusammensetzung und Stellung der Regierung und
  - Artikel 87 bis 92 die Judikative.
  - Die Artikel 93 bis 105 behandeln Grundprinzipien der Verwaltung (Dezentralisierung) und des Beamtenrechts sowie Rechtsverhältnisse des Berg Athos.

- Der vierte Teil (Artikel 106–120) enthält Schluss- und Übergangsbestimmungen.

## Verfassungsänderungen
Das Parlament kann Änderungen oder Ergänzungen der Verfassung beschließen, mit Ausnahme der Artikel, die sich mit der Staatsform und einige unabänderlichen Menschenrechten und Grundfreiheiten befassen (Artikel 110 Abs. 1). Die Änderung der Verfassung wird durch eine Initiative von mindestens einem Sechstel der Abgeordneten eingeleitet und muss von einer Mehrheit von drei Fünfteln der Abgeordneten beschlossen werden, und zwar in zwei getrennten Abstimmungen (Lesungen), die zeitlich mindestens einen Monat auseinander liegen müssen. Die Änderung muss dann jedoch nochmals in der nächsten Legislaturperiode mit absoluter Mehrheit beschlossen werden; umgekehrt kann das nächste Parlament eine in der vorangegangenen Periode lediglich mit absoluter Mehrheit (nicht aber 3/5-Mehrheit) beschlossene Änderung mit 3/5-Mehrheit ratifizieren. Ein solches vom Vorgänger-Parlament mit der Befugnis zur Verfassungsänderung ausgestattetes Parlament wird als „Verfassungsänderndes Parlament“ bezeichnet.

## Verfassungsrechtliche Besonderheiten
Die griechische Verfassung räumt der Kirche von Griechenland eine Vorzugsrolle ein und grenzt diese zum Ökumenischen Patriarchat ab (Artikel 3 Abs. 1), quasi die Rolle einer Staatskirche. Allerdings unterstehen die nordgriechischen Diözesen aus historischen Gründen nur verwaltungsrechtlich der Kirche von Griechenland, und die Kirche auf Kreta und im Dodekanes sowie der Athos unterstehen gar direkt dem Ökumenischen Patriarchat in Istanbul.
Verboten wird die Änderung des Wortlauts der Heiligen Schrift (Artikel 3 Abs. 3) sowie die Abwerbung zwischen Konfessionen, auch Proselytismus genannt (Artikel 13 Abs. 2).

## Der Verfassungsplatz
Der Syntagma-Platz (Platia Syntagmatos) in Athen ist nach der ersten Verfassung des modernen griechischen Staates benannt.